# Trachycephalus
Genre
Synonymes
- Phrynohyas Fitzinger, 1843
- Acrodytes Fitzinger, 1843
- Scytopis Cope, 1862
- Tetraprion Stejneger & Test, 1891

Trachycephalus est un genre d'amphibiens de la famille des Hylidae.

## Répartition
Les 14 espèces de ce genre se rencontrent du Mexique au Nord de l'Argentine.

## Liste des espèces
Selon Amphibian Species of the World (9 juin 2017) :
- Trachycephalus atlas Bokermann, 1966
- Trachycephalus coriaceus (Peters, 1867)
- Trachycephalus cunauaru Gordo, Toledo, Suárez, Kawashita-Ribeiro, Ávila, Morais, & Nunes, 2013
- Trachycephalus dibernardoi Kwet & Solé, 2008
- Trachycephalus hadroceps (Duellman & Hoogmoed, 1992)
- Trachycephalus helioi Nunes, Suárez, Gordo, & Pombal, 2013
- Trachycephalus imitatrix (Miranda-Ribeiro, 1926)
- Trachycephalus jordani (Stejneger & Test, 1891)
- Trachycephalus lepidus (Pombal, Haddad, & Cruz, 2003)
- Trachycephalus macrotis (Andersson, 1945)
- Trachycephalus mambaiensis Cintra, Silva, Silva, Garcia, & Zaher, 2009
- Trachycephalus mesophaeus (Hensel, 1867)
- Trachycephalus nigromaculatus Tschudi, 1838
- Trachycephalus quadrangulum (Boulenger, 1882)
- Trachycephalus resinifictrix (Goeldi, 1907)
- Trachycephalus typhonius (Linnaeus, 1758)
- Incertae sedis
  - Trachycephalus "spilomma" (Cope, 1877)

## Publication originale
- Tschudi, 1838 : Classification der Batrachier, mit Berucksichtigung der fossilen Thiere dieser Abtheilung der Reptilien, p. 1-100 (texte intégral)